# Ignasi Riera i Gassiot
Ignasi Riera i Gassiot (Barcelona, 5 de enero de 1940-Madrid, 22 de mayo de 2025) fue un escritor y político español. 

## Biografía
Ha sido Concejal de Cultura del Ayuntamiento de Cornellá de Llobregat, donde reside, y fue diputado al Parlamento de Cataluña por Iniciativa per Catalunya (IC). En términos políticos, se ha encontrado siempre en la izquierda. Ha colaborado en diversos diarios y revistas, y ha sido también conferenciante y tertuliano radiofónico.
Ha escrito más de una treintena de obras, tanto literarias como de ensayo. En 1980 recibió el Premio Andròmina de narrativa por Honorable míster R y en 1984 el Premio Ramon Llull de novela por El rellotge del pont d'Esplugues. De hecho, la relevancia de sus obras narrativas de su primera época no solo merecieron los premios mencionados, sino que las convierten en obras imprescindibles para entender los años de la Transición en Catalunya y España a través de la perspectiva de un militante del PSUC.

## Obras

### Narrativa
- Pàries, sindicalistes, demagogs (1986)
- La pobra Norma Litz i altres contes (1988)
- Bla, bla, bla….  (1989)
- Un diputat per no res (1994)
- Natàlia i altres contes (1995)
- Els contes de la ràdio (1996)
- La revolta dels avis. (2005)
- La infelicitat. Un estat de plenitud (2006)
- Les set vides del gat Giovanni (2006)

### Novela
- Honorable Mr. R. (1980)
- No arrenqueu els geranis (1984)
- El rellotge del pont d'Esplugues (1984)
- Esposa al forn amb cebes (1986)
- El pacte de Formentera (1987)

### Poesía
- Poemes d'amor i d'estalvi (1989)

### Biografías
- Candel, Paco o Francesc  (1988)
- Joan Oliver / Pere Quart: l'inventor de jocs (2000)
- Jordi Pujol: llums i ombres (2001)
- Lluís Llach (2002)

### Ensayos
- El meu oncle Pere Quart (1992)
- Un patriota exemplar (1997)
- Els catalans de Franco (1998)
- Un català a Madrid. (2004)
- Memòries d'un nen golut (2006)

### Libros de viaje
- Viatgers de Barcelona. (2000)

## Premios
| Predecesor: Pere Gimferrer | Premio Ramon Llull de novela 1984 | Sucesor: Miquel Ferrà |